# Тихие палисады (телесериал)
Тихие палисады (англ. Pacific Palisades) — американская прайм-тайм мыльная опера, которая транслировалась на телеканале Fox с 9 апреля 1997 по 30 июля 1997 года. Снятый Аароном Спеллингом, сериал изначально планировался в качестве дополнения к «Мелроуз Плейс» и «Беверли-Хиллз, 90210», однако его рейтинги были невысоки, и канал закрыл шоу после одного сезона, несмотря на то, что в последний момент в проект для привлечения зрительской аудитории была приглашена Джоан Коллинз.

## Обзор
В центре сюжета находится жизнь группы молодых специалистов, проживавших в богатом районе Тихие палисады, в пригороде Лос-Анджелеса. Центральными персонажами являются Джоанна и Ник Хэдли — молодая супружеская пара, приехавшая со Среднего Запада вместе с Рэйчел Уиттакер, сестрой Джоанны. Позже выясняется, что Рэйчел — дочь Джоанны.

## Актёры и персонажи
- Наталия Сиглиути — Рэйчел Уитакер
- Кимберли Дэвис — Лора Синклер
- Дж. Тревор Эдмонд — Майкл Керрис
- Гарольд Эммик — Ник Хэдли
- Мишель Стэффорд — Джоанна Хэдли
- Грег Эвиган — Роберт Руссо
- Финола Хьюз — Кейт Руссо
- Бриттни Пауэлл — Бет Хупер
- Джоан Коллинз — Кристина Хобсон (специально приглашенная звезда[2])